# Takeshi Nishikawa
Takeshi Nishikawa (西川岳志?, Nishikawa Takeshi; 7 luglio 1980) è un ex giocatore di football americano giapponese che ha giocato come defensive lineman.